# Schleswig-Holstein (1997)

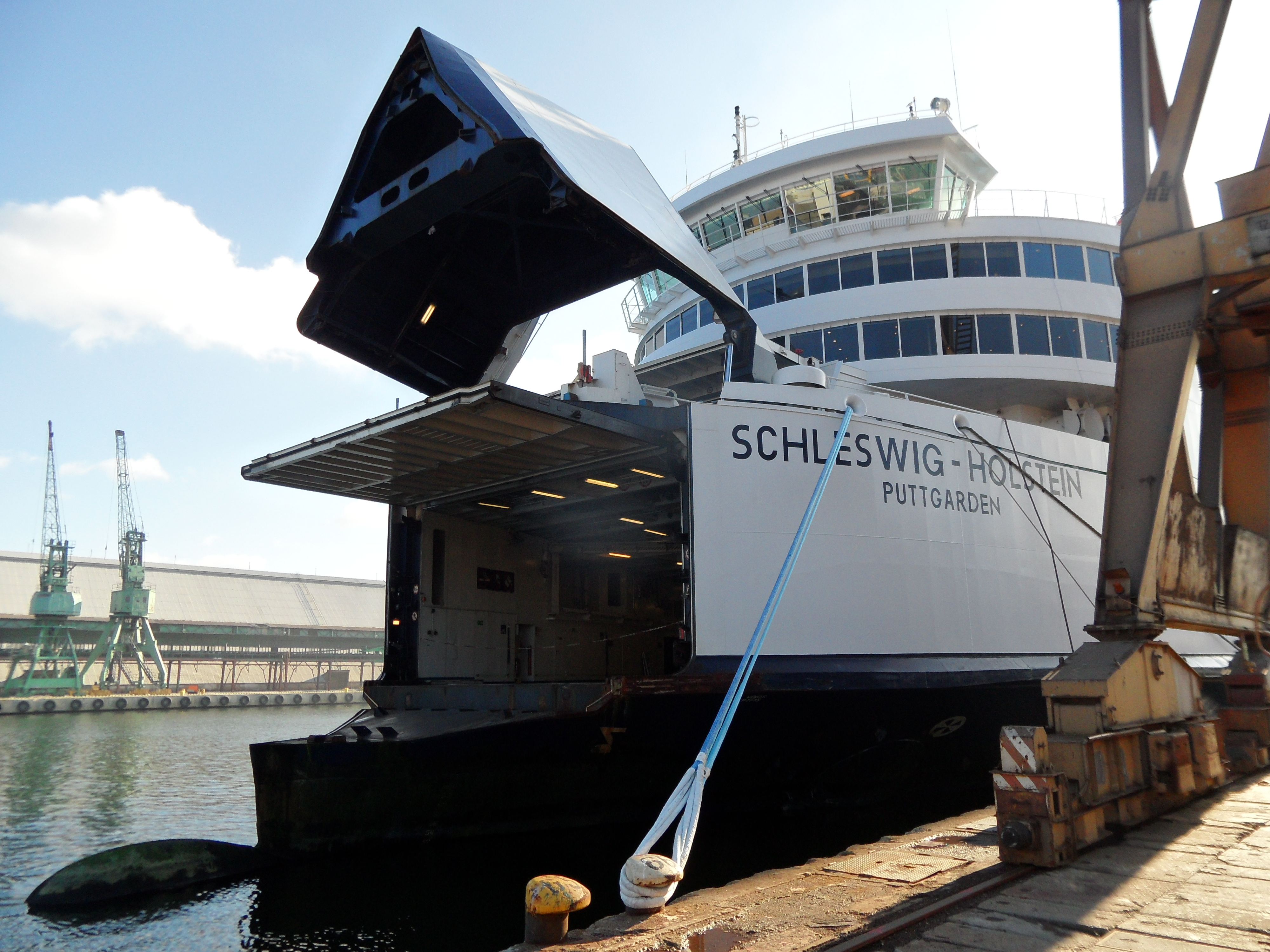
Prom ro-ro Schleswig Holstein przy nabrzeżu. Gdańska Stocznia "Remontowa". Częściowo widoczna gruszka dziobowa i otwarta furta

Schleswig-Holstein – niemiecki statek typu ro-ro, obsługujący (2013) linię między Rødbyhavn w Danii a portem w Puttgarden w Niemczech.
Należący do Scandlines statek o długości 142 m i 25 m szerokości mieści 1200 pasażerów i 364 samochody. W 2013 i 2019 r. prom przeszedł remont w Gdańskiej Stoczni Remontowej.